# Pachythrix
Pachythrix is een geslacht van vlinders van de familie Uilen (Noctuidae), uit de onderfamilie Hadeninae.

## Soorten
- P. axia Turner, 1942
- P. esmeralda Warren, 1912
- P. hampsoni Nye, 1975
- P. smaragdistis Hampson, 1908